# EasyInstall
EasyInstall es un gestor de paquetes para el lenguaje de programación Python que suministra un formato estándar para distribuir programas y bibliotecas en Python, basado en el envoltorio llamado huevos de Python (Python eggs).
easy_install es un módulo incluido con las herramientas setuptools, una biblioteca de terceros que pretende mejorar las herramientas de distribución estándar en la biblioteca de Python, distutils (utilidades de distribución). Es análogo al programa RubyGems para el lenguaje de programación Ruby.
Por defecto, EasyInstall busca en el Python Package Index (también conocido como PyPI) aquellos paquetes que el usuario desea instalar y usa los metadatos que se encuentran en ese repositorio para descargar e instalar el paquete y sus dependencias. El gestor de paquetes mismo se puede encontrar en PyPI.
Los Python eggs son un método para envolver información adicional junto con un proyecto de Python, de manera que las dependencias del proyecto puedan ser comprobadas y satisfechas en el momento de la ejecución, así como permitir a los proyectos que suministren extensiones para otros proyectos.
El formato de los Python eggs es análogo al formato JAR en el lenguaje de programación Java